# 城关街道 (庄河市)
城关街道，是中华人民共和国辽宁省大連市庄河市下辖的一个乡镇级行政单位。

## 行政区划
城关街道下辖以下地区：
广大社区、新风社区、城关社区、工会社区、东风社区、友谊社区、芙蓉社区、向阳社区、财政社区、巨兴社区、黄金社区、海洋社区、龙王庙社区、民主社区、水仙社区、新兴社区、日新社区和红崖社区。